# Liste der Nummer-eins-Hits in Neuseeland (1994)
Dies ist eine Liste der Nummer-eins-Hits in Neuseeland im Jahr 1994. Sie basiert auf den offiziellen Single und Albums Top 40, die im Auftrag von Recorded Music NZ, dem neuseeländischen Vertreter der IFPI, ermittelt werden. Es gab in diesem Jahr 16 Nummer-eins-Singles und 21 Nummer-eins-Alben.

## Singles
| ← 1993 ← | Liste der Nummer-eins-Hits in Neuseeland | Liste der Nummer-eins-Hits in Neuseeland | Liste der Nummer-eins-Hits in Neuseeland | 1995 →                    |
| \| Zeitraum \| Wo. ges. \| Interpret \| Titel Autor(en) \| Zusätzliche Informationen \| \| (Zeitraum, Wochen auf Platz eins, Interpret, Titel, Autor[en], zusätzliche Informationen) \| \| \| \| \| \| ----------------------------------------------------------------------------------------- \| -------- \| ---------------------------------- \| ------------------------------------ \| ------------------------- \| \| 28. November 1993 – 15. Januar 1994 7 Wochen \| 7 \| Bitty McLean \| It Keeps Rainin’ \| – \| \| 16. Januar 1994 – 26. Februar 1994 6 Wochen \| 6 \| Jimmy Cliff \| I Can See Clearly Now \| – \| \| 27. Februar 1994 – 5. März 1994 1 Woche \| 1 \| The Mutton Birds \| The Heater \| – \| \| 6. März 1994 – 26. März 1994 3 Wochen \| 3 \| 3 the Hard Way \| Hip Hop Holiday \| – \| \| 27. März 1994 – 9. April 1994 2 Wochen (insgesamt 3) \| 3 \| DRS \| Gangsta Lean \| – \| \| 10. April 1994 – 16. April 1994 1 Woche \| 1 \| Mariah Carey \| Without You \| – \| \| 17. April 1994 – 23. April 1994 1 Woche (insgesamt 3) \| 3 \| DRS \| Gangsta Lean \| – \| \| 24. April 1994 – 21. Mai 1994 4 Wochen (insgesamt 5) \| 5 \| Ace of Base \| The Sign \| – \| \| 22. Mai 1994 – 28. Mai 1994 1 Woche \| 1 \| Supergroove \| Can’t Get Enough \| – \| \| 29. Mai 1994 – 4. Juni 1994 1 Woche (insgesamt 5) \| 5 \| Ace of Base \| The Sign \| – \| \| 5. Juni 1994 – 2. Juli 1994 4 Wochen \| 4 \| Prince \| The Most Beautiful Girl in the World \| – \| \| 3. Juli 1994 – 9. Juli 1994 1 Woche (insgesamt 4) \| 4 \| Wet Wet Wet \| Love Is All Around \| – \| \| 10. Juli 1994 – 20. August 1994 6 Wochen \| 6 \| All-4-One \| I Swear \| – \| \| 21. August 1994 – 10. September 1994 3 Wochen (insgesamt 4) \| 4 \| Wet Wet Wet \| Love Is All Around \| – \| \| 11. September 1994 – 8. Oktober 1994 4 Wochen \| 4 \| Boyz II Men \| I’ll Make Love to You \| – \| \| 9. Oktober 1994 – 12. November 1994 5 Wochen \| 5 \| Mariah Carey feat. Luther Vandross \| Endless Love \| – \| \| 13. November 1994 – 10. Dezember 1994 4 Wochen \| 4 \| Pato Banton \| Baby Come Back \| – \| \| 11. Dezember 1994 – 17. Dezember 1994 1 Woche (insgesamt 2) \| 2 \| Headless Chickens \| George \| – \| \| 18. Dezember 1994 – 24. Dezember 1994 1 Woche (insgesamt 7) \| 7 \| Ini Kamoze \| Here Comes the Hotstepper \| – \| \| 25. Dezember 1994 – 31. Dezember 1994 1 Woche (insgesamt 2) \| 2 \| Headless Chickens \| George \| – \| |                                          |                                          |                                          |                           |
| ← 1993 |                                          |                                          |                                          | → 1995 →                  |
| Zeitraum | Wo. ges.                                 | Interpret                                | Titel Autor(en)                          | Zusätzliche Informationen |
| (Zeitraum, Wochen auf Platz eins, Interpret, Titel, Autor[en], zusätzliche Informationen) |                                          |                                          |                                          |                           |
| 28. November 1993 – 15. Januar 1994 7 Wochen | 7                                        | Bitty McLean                             | It Keeps Rainin’                         | –                         |
| 16. Januar 1994 – 26. Februar 1994 6 Wochen | 6                                        | Jimmy Cliff                              | I Can See Clearly Now                    | –                         |
| 27. Februar 1994 – 5. März 1994 1 Woche | 1                                        | The Mutton Birds                         | The Heater                               | –                         |
| 6. März 1994 – 26. März 1994 3 Wochen | 3                                        | 3 the Hard Way                           | Hip Hop Holiday                          | –                         |
| 27. März 1994 – 9. April 1994 2 Wochen (insgesamt 3) | 3                                        | DRS                                      | Gangsta Lean                             | –                         |
| 10. April 1994 – 16. April 1994 1 Woche | 1                                        | Mariah Carey                             | Without You                              | –                         |
| 17. April 1994 – 23. April 1994 1 Woche (insgesamt 3) | 3                                        | DRS                                      | Gangsta Lean                             | –                         |
| 24. April 1994 – 21. Mai 1994 4 Wochen (insgesamt 5) | 5                                        | Ace of Base                              | The Sign                                 | –                         |
| 22. Mai 1994 – 28. Mai 1994 1 Woche | 1                                        | Supergroove                              | Can’t Get Enough                         | –                         |
| 29. Mai 1994 – 4. Juni 1994 1 Woche (insgesamt 5) | 5                                        | Ace of Base                              | The Sign                                 | –                         |
| 5. Juni 1994 – 2. Juli 1994 4 Wochen | 4                                        | Prince                                   | The Most Beautiful Girl in the World     | –                         |
| 3. Juli 1994 – 9. Juli 1994 1 Woche (insgesamt 4) | 4                                        | Wet Wet Wet                              | Love Is All Around                       | –                         |
| 10. Juli 1994 – 20. August 1994 6 Wochen | 6                                        | All-4-One                                | I Swear                                  | –                         |
| 21. August 1994 – 10. September 1994 3 Wochen (insgesamt 4) | 4                                        | Wet Wet Wet                              | Love Is All Around                       | –                         |
| 11. September 1994 – 8. Oktober 1994 4 Wochen | 4                                        | Boyz II Men                              | I’ll Make Love to You                    | –                         |
| 9. Oktober 1994 – 12. November 1994 5 Wochen | 5                                        | Mariah Carey feat. Luther Vandross       | Endless Love                             | –                         |
| 13. November 1994 – 10. Dezember 1994 4 Wochen | 4                                        | Pato Banton                              | Baby Come Back                           | –                         |
| 11. Dezember 1994 – 17. Dezember 1994 1 Woche (insgesamt 2) | 2                                        | Headless Chickens                        | George                                   | –                         |
| 18. Dezember 1994 – 24. Dezember 1994 1 Woche (insgesamt 7) | 7                                        | Ini Kamoze                               | Here Comes the Hotstepper                | –                         |
| 25. Dezember 1994 – 31. Dezember 1994 1 Woche (insgesamt 2) | 2                                        | Headless Chickens                        | George                                   | –                         |

## Alben
| ← 1993 ← | Liste der Nummer-eins-Hits in Neuseeland | Liste der Nummer-eins-Hits in Neuseeland            | Liste der Nummer-eins-Hits in Neuseeland | 1995 →                    |
| \| Zeitraum \| Wo. ges. \| Interpret \| Titel \| Zusätzliche Informationen \| \| (Zeitraum, Wochen auf Platz eins, Interpret, Titel, zusätzliche Informationen) \| \| \| \| \| \| ------------------------------------------------------------------------------ \| -------- \| --------------------------------------------------- \| ------------------------------------- \| ------------------------- \| \| 26. Dezember 1993 – 5. März 1994 10 Wochen (insgesamt 13) \| 13 \| Bryan Adams \| So Far So Good \| – \| \| 6. März 1994 – 12. März 1994 1 Woche \| 1 \| The Police \| Greatest Hits \| – \| \| 13. März 1994 – 19. März 1994 1 Woche \| 1 \| Alice in Chains \| Jar of Flies \| – \| \| 20. März 1994 – 26. März 1994 1 Woche \| 1 \| Soundgarden \| Superunknown \| – \| \| 27. März 1994 – 3. April 1994 2 Wochen \| 2 \| k. d. lang \| Ingénue \| – \| \| 4. April 1994 – 10. April 1994 1 Woche \| 1 \| M People \| Elegant Slumming \| – \| \| 11. April 1994 – 23. April 1994 1 Woche \| 1 \| Enigma \| The Cross of Changes \| – \| \| 24. April 1994 – 7. Mai 1994 2 Wochen \| 2 \| Pink Floyd \| The Division Bell \| – \| \| 8. Mai 1994 – 18. Juni 1994 6 Wochen \| 6 \| Ace of Base \| Happy Nation \| – \| \| 19. Juni 1994 – 9. Juli 1994 3 Wochen \| 3 \| Crash Test Dummies \| God Shuffled His Feet \| – \| \| 10. Juli 1994 – 13. August 1994 5 Wochen \| 5 \| Supergroove \| Traction \| – \| \| 14. August 1994 – 20. August 1994 1 Woche \| 1 \| The Rolling Stones \| Voodoo Lounge \| – \| \| 21. August 1994 – 4. September 1994 3 Wochen \| 3 \| Wet Wet Wet \| End of Part One – Their Greatest Hits \| – \| \| 5. September 1994 – 11. September 1994 1 Woche (insgesamt 5) \| 5 \| Elton John, Tim Rice & Hans Zimmer \| The Lion King (Soundtrack) \| – \| \| 12. September 1994 – 17. September 1994 1 Woche \| 1 \| José Carreras & Plácido Domingo & Luciano Pavarotti \| The 3 Tenors in Concert 1994 \| – \| \| 18. September 1994 – 15. Oktober 1994 4 Wochen (insgesamt 5) \| 5 \| Elton John, Tim Rice & Hans Zimmer \| The Lion King (Soundtrack) \| – \| \| 16. Oktober 1994 – 22. Oktober 1994 1 Woche \| 1 \| Boyz II Men \| II \| – \| \| 23. Oktober 1994 – 12. November 1994 3 Wochen \| 3 \| R.E.M. \| Monster \| – \| \| 13. November 1994 – 19. November 1994 1 Woche \| 1 \| Bon Jovi \| Cross Road – The Best Of \| – \| \| 20. November 1994 – 26. November 1994 1 Woche \| 1 \| Nirvana \| MTV Unplugged in New York \| – \| \| 27. November 1994 – 17. Dezember 1994 3 Wochen (insgesamt 11) \| 11 \| (Soundtrack) \| Forrest Gump \| – \| \| 18. Dezember 1994 – 24. Dezember 1994 1 Woche \| 1 \| Pearl Jam \| Vitalogy \| – \| \| 25. Dezember 1994 – 11. Februar 1995 7 Wochen (insgesamt 11) \| 11 \| (Soundtrack) \| Forrest Gump \| – \| |                                          |                                                     |                                          |                           |
| ← 1993 |                                          |                                                     |                                          | → 1995 →                  |
| Zeitraum | Wo. ges.                                 | Interpret                                           | Titel                                    | Zusätzliche Informationen |
| (Zeitraum, Wochen auf Platz eins, Interpret, Titel, zusätzliche Informationen) |                                          |                                                     |                                          |                           |
| 26. Dezember 1993 – 5. März 1994 10 Wochen (insgesamt 13) | 13                                       | Bryan Adams                                         | So Far So Good                           | –                         |
| 6. März 1994 – 12. März 1994 1 Woche | 1                                        | The Police                                          | Greatest Hits                            | –                         |
| 13. März 1994 – 19. März 1994 1 Woche | 1                                        | Alice in Chains                                     | Jar of Flies                             | –                         |
| 20. März 1994 – 26. März 1994 1 Woche | 1                                        | Soundgarden                                         | Superunknown                             | –                         |
| 27. März 1994 – 3. April 1994 2 Wochen | 2                                        | k. d. lang                                          | Ingénue                                  | –                         |
| 4. April 1994 – 10. April 1994 1 Woche | 1                                        | M People                                            | Elegant Slumming                         | –                         |
| 11. April 1994 – 23. April 1994 1 Woche | 1                                        | Enigma                                              | The Cross of Changes                     | –                         |
| 24. April 1994 – 7. Mai 1994 2 Wochen | 2                                        | Pink Floyd                                          | The Division Bell                        | –                         |
| 8. Mai 1994 – 18. Juni 1994 6 Wochen | 6                                        | Ace of Base                                         | Happy Nation                             | –                         |
| 19. Juni 1994 – 9. Juli 1994 3 Wochen | 3                                        | Crash Test Dummies                                  | God Shuffled His Feet                    | –                         |
| 10. Juli 1994 – 13. August 1994 5 Wochen | 5                                        | Supergroove                                         | Traction                                 | –                         |
| 14. August 1994 – 20. August 1994 1 Woche | 1                                        | The Rolling Stones                                  | Voodoo Lounge                            | –                         |
| 21. August 1994 – 4. September 1994 3 Wochen | 3                                        | Wet Wet Wet                                         | End of Part One – Their Greatest Hits    | –                         |
| 5. September 1994 – 11. September 1994 1 Woche (insgesamt 5) | 5                                        | Elton John, Tim Rice & Hans Zimmer                  | The Lion King (Soundtrack)               | –                         |
| 12. September 1994 – 17. September 1994 1 Woche | 1                                        | José Carreras & Plácido Domingo & Luciano Pavarotti | The 3 Tenors in Concert 1994             | –                         |
| 18. September 1994 – 15. Oktober 1994 4 Wochen (insgesamt 5) | 5                                        | Elton John, Tim Rice & Hans Zimmer                  | The Lion King (Soundtrack)               | –                         |
| 16. Oktober 1994 – 22. Oktober 1994 1 Woche | 1                                        | Boyz II Men                                         | II                                       | –                         |
| 23. Oktober 1994 – 12. November 1994 3 Wochen | 3                                        | R.E.M.                                              | Monster                                  | –                         |
| 13. November 1994 – 19. November 1994 1 Woche | 1                                        | Bon Jovi                                            | Cross Road – The Best Of                 | –                         |
| 20. November 1994 – 26. November 1994 1 Woche | 1                                        | Nirvana                                             | MTV Unplugged in New York                | –                         |
| 27. November 1994 – 17. Dezember 1994 3 Wochen (insgesamt 11) | 11                                       | (Soundtrack)                                        | Forrest Gump                             | –                         |
| 18. Dezember 1994 – 24. Dezember 1994 1 Woche | 1                                        | Pearl Jam                                           | Vitalogy                                 | –                         |
| 25. Dezember 1994 – 11. Februar 1995 7 Wochen (insgesamt 11) | 11                                       | (Soundtrack)                                        | Forrest Gump                             | –                         |